# Feel My Pulse

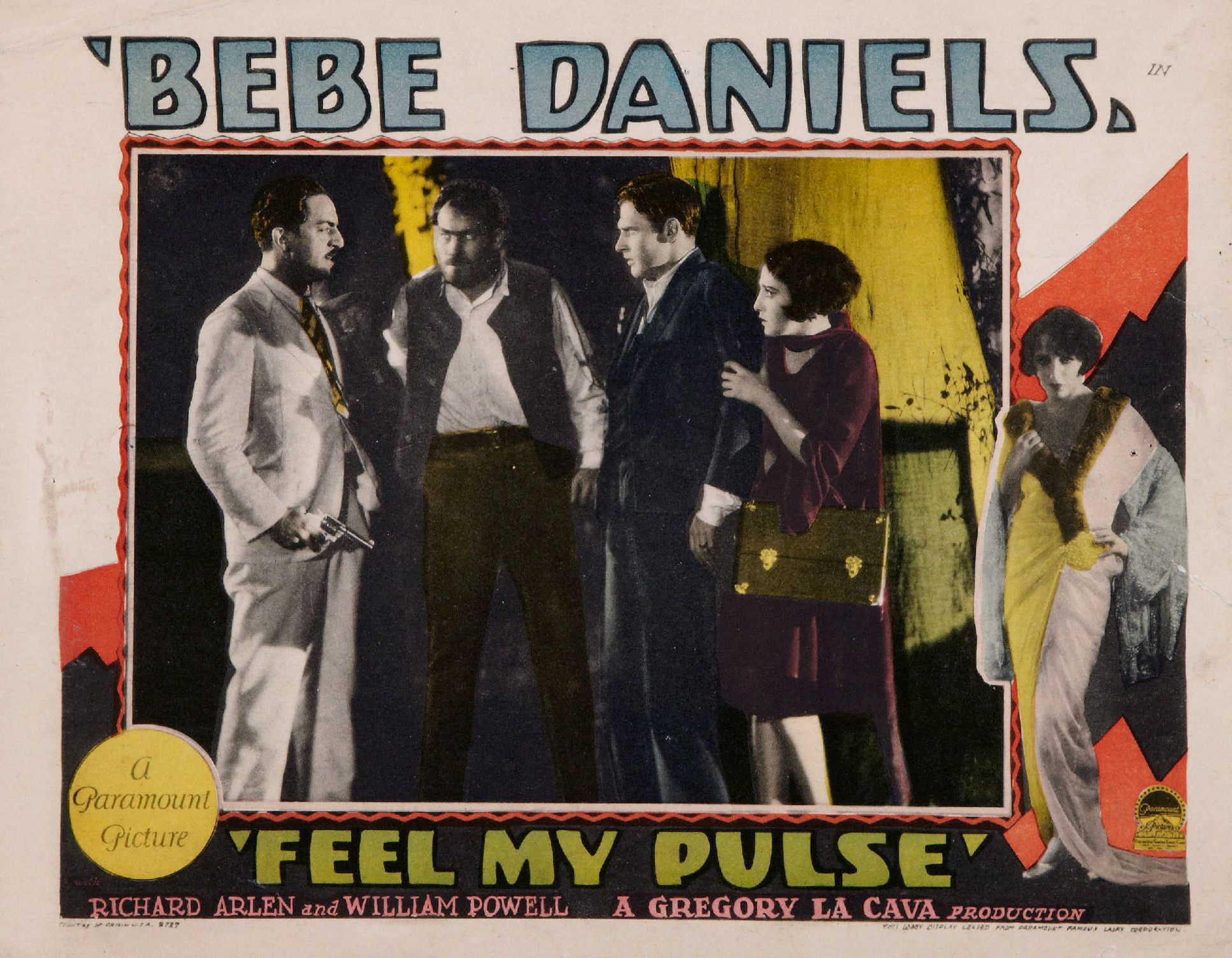
Carte promotionnelle du film.

Feel My Pulse est un film américain réalisé par Gregory La Cava, sorti en 1928.

## Synopsis
Barbara Manning qui est hypochondriaque, hérite d'un sanatorium, et finit par y trouver l'amour et l'aventure.

## Fiche technique
- Réalisation : Gregory La Cava
- Scénario : Nicholas T. Barrows, Keene Thompson
- Producteurs : Gregory La Cava, Jesse L. Lasky, Adolph Zukor
- Production : Paramount Pictures
- Photographie : J. Roy Hunt
- Durée : 63 minutes (6 bobines)[1]
- Date de sortie : 26 février 1928 : USA

## Distribution
- Bebe Daniels : Barbara Manning
- Richard Arlen : Her Problem
- William Powell : Her Nemesis
- Melbourne MacDowell : oncle Wilberforce
- George Irving : oncle Edgar
- Charles Sellon : Her Sanitarium's Caretaker
- Heinie Conklin : Her Patient
- Harry Cording : Rum Running Boatman
- Guy Oliver : Physician